# Memory Controller Hub

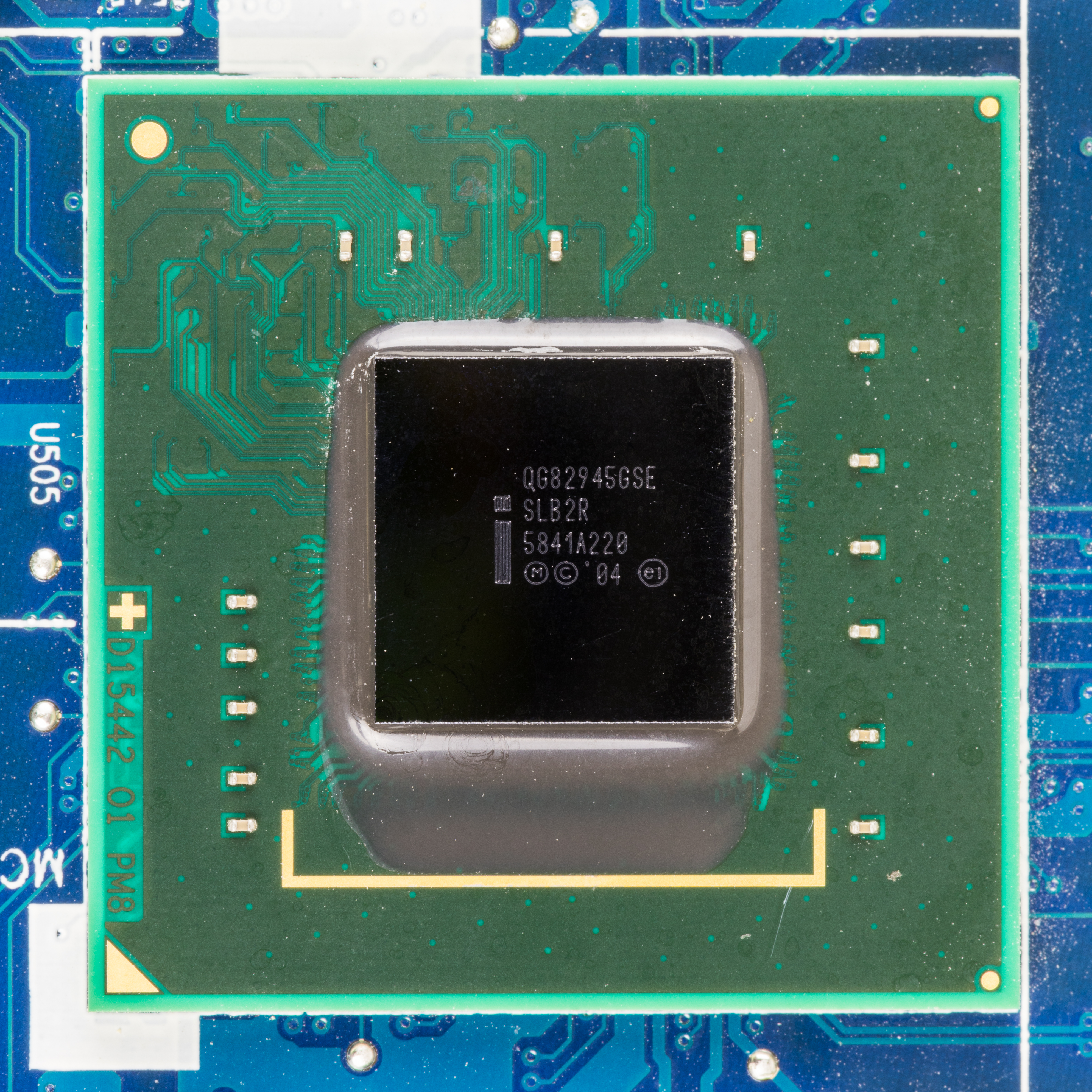
Intel 82945GSE, un GMCH.

Le Memory Controller Hub, ou MCH, est le northbridge d'Intel utilisé conjointement avec le southbridge ICH pour constituer le chipset de la carte mère. Lorsqu'un processeur graphique y est intégré, il porte le nom de Graphics and Memory Controller Hub (GMCH).
À la suite de l'intégration du contrôleur mémoire dans le processeur à partir de la famille de processeurs Nehalem (fin 2008), le MCH disparait. L'ICH est quant à lui remplacé par le PCH.